# 魚住優
魚住 優（うおずみ ゆう、1984年10月5日 - ）は、NHKの元アナウンサー。

## 人物
東京都出身。作詞家・魚住勉と女優・浅野温子の子として生まれる。和光幼稚園、和光小学校、和光中学校、和光高等学校、慶應義塾大学文学部卒業後、日刊スポーツ新聞社勤務を経て2008年入局。この間、ジャーナリズムをＭＳＦで学ぶ。2019年4月から2022年3月まで福岡放送局。同年4月からアナウンサー職を離れ、NHK放送文化研究所に異動。
初任地の岡山放送局では、2009年2月から2011年7月の地上デジタルテレビ放送完全移行まで、岡山・香川地区の地上デジタル放送推進大使を務めた。2017年9月、一般女性と結婚。

## アナウンサー時代の担当番組
岡山放送局時代（2008年度 - 2011年度）
- 岡山県のニュース・中継・リポート
- ニュースコア6岡山 （リポーター）
- 岡山ニュースもぎたて! （2011年4月4日 - 2012年3月30日）
- 岡山ニュース845（不定期）

盛岡放送局時代（2012年度 - 2015年度）
- 岩手県のニュース・中継・リポート
- おばんですいわて（2012年4月2日 - 2014年3月末）[注釈 1][注釈 2]
- ニュースいわて845（不定期）
- 週刊ニュース深読み（代理プレゼンター）（2015年11月21日）

東京アナウンス室時代（2016年度 - 2018年度）
- ニュース シブ5時（リポーター）（2016年4月2日 - 2018年3月30日）
- あさイチ（リポーター）（2018年4月5日 - 2019年3月11日）
- 岡山県のニュース・愛媛県の中継・リポート（2018年7月の平成30年7月豪雨発生による応援要員）

福岡放送局時代（2019年度 - 2021年度）
- 「博多祇園山笠2019」追い山中継（司会・2019年7月15日）
- 実感ドドド!・実感ドドド!＠福岡（キャスター）（2019年4月 - 2021年3月12日）
- ニュースウオッチ9（2020年7月6日） - 九州北部の大雨に関するニュースの中で福岡のスタジオから福岡県内の状況を伝えた。
- 九州沖縄○○すぎる!選手権（2021年1月29日・九州沖縄地方） - MC
- The Life（キャスター）（2021年4月16日 - 2022年3月25日）
- うまいッ!「ぷりぷり食感!食卓の味方! ぶなしめじ〜福岡・大木町〜」（地元応援団）（2021年4月26日）
- おはよう九州沖縄（平日） - 代理キャスター（ニュースパートのみ・佐々木理恵キャスターが休演の場合、1週間単位で担当）
- 福岡県・九州沖縄のニュース
- ニュース845福岡（不定期）
- はっけんラジオ（不定期）

## 同期のアナウンサー
※は地デジ大使。
- 片山千恵子※
- 寺門亜衣子
- 二宮直輝
- 狩野史長
- 小西政親（営業職からアナウンサー転身2004年入局）
- 早坂隆信
- 三輪秀香